# Fukurō
Fukurō (梟?) è il ventottesimo singolo della rock band visual kei giapponese Plastic Tree. È stato pubblicato il 10 giugno 2009 dall'etichetta major Universal Music ed è il secondo singolo più venduto della band: ha raggiunto la 9ª posizione nella classifica ufficiale giapponese Oricon dove è rimasto per sei settimane.
Si tratta di un lavoro pubblicato dal gruppo nel periodo di transizione fra i batteristi Hiroshi Sasabuchi, che ha lasciato il gruppo nel marzo del 2009, e Kenken Satō, che si unirà ai Plastic Tree nel luglio dello stesso anno.
Il singolo è stato stampato in quattro versioni, tutte in confezione jewel case: due special edition con DVD extra e due normal edition (di cui una in formato SHM-CD) con un brano in più, e tutte e quattro con copertine variate fra di loro che mostrano un gufo, in giapponese fukurō (梟?), che nella cultura popolare giapponese rappresenta il sollievo dalle fatiche e preoccupazioni.

## Tracce
Dopo il titolo è indicata fra parentesi "()" la grafia originale del titolo, eventuali note sono indicate dopo il punto e virgola ";".

### Normal edition
La prima stampa della normal edition è accompagnata da un omake non presente nelle successive edizioni, con una nuova copertina e senza alcun gadget.
1. Fukurō (梟?) - 4:59 (Ryūtarō Arimura - Ryūtarō Arimura, Tadashi Hasegawa)
2. Concent. (コンセント。?) - 4:32 (Ryūtarō Arimura - Akira Nakayama)
3. Bermuda Triangle (バミューダトライアングル?) - 4:28 (Ryūtarō Arimura, Akira Nakayama, Tadashi Hasegawa)

### Special edition
Due versioni con tracklist uguale, ma DVD bonus diverso.
1. Fukurō (梟?) - 5:03 (Ryūtarō Arimura - Ryūtarō Arimura, Tadashi Hasegawa)
2. Concent. (コンセント。?) - 5:38 (Ryūtarō Arimura - Akira Nakayama)
3. Fukurō ~Instrumental~ (梟〜Instrumental〜?) - 5:03 (Ryūtarō Arimura, Tadashi Hasegawa)
4. Concent. ~Instrumental~ (コンセント。〜Instrumental〜?) - 5:38 (Akira Nakayama)

#### DVD A
1. Fukurō; videoclip
2. Fukurō; making of

#### DVD B
1. Documentario ed intervista
2. Melt; performance live alla NHK Hall di Tokyo del 30/01/2009

## Altre presenze
- Fukurō:
  - 23/12/2009 - Dona Dona

- Concent.:
  - 23/12/2009 - Dona Dona

## Formazione
- Ryūtarō Arimura - voce e seconda chitarra
- Akira Nakayama - chitarra e cori
- Tadashi Hasegawa - basso e cori
- Kenken Satō - batteria (non accreditato)